# 東大阪市立柏田小学校
東大阪市立柏田小学校（ひがしおおさかしりつ かしたしょうがっこう）は、大阪府東大阪市柏田西にある公立小学校。

## 通学区域
- 柏田西1～3丁目、衣摺6丁目、寿町2～3丁目、渋川町1～4丁目[1]

## 進路状況
ほとんどの児童は東大阪市立柏田中学校へ進学するが、国私立中学校へ進学する児童もいる。